# San Antonio del Sur
San Antonio del Sur är en ort i Kuba.   Den ligger i provinsen Provincia de Guantánamo, i den östra delen av landet, 900 km öster om huvudstaden Havanna. San Antonio del Sur ligger 12 meter över havet och antalet invånare är 26 509.
Terrängen runt San Antonio del Sur är kuperad åt nordväst, men åt sydost är den platt. Havet är nära San Antonio del Sur åt sydost. Runt San Antonio del Sur är det ganska glesbefolkat, med 39 invånare per kvadratkilometer. San Antonio del Sur är det största samhället i trakten. Omgivningarna runt San Antonio del Sur är en mosaik av jordbruksmark och naturlig växtlighet.